# 山田有紀
山田 有紀（やまだ ゆき、6月26日 - ）は、日本のラジオパーソナリティ、ラジオディレクター。フリーランス。
FMぐんま、NHK福井放送局、丹南ケーブルテレビ、SEA WAVE FMいわき、たんなんFM、FM福井での活動を経て、福井街角放送で活動中。途中、サンフランシスコで活動していた時期あり。

## 出演
- おはよう！いわき762（SEA WAVE FMいわき） - 月曜 - 木曜担当[3]
- Friday Cotton Club（FM福井）[1]
- Smooth（FM福井）
- Morning Tune（FM福井）
- Radioあいらんど（福井街角放送、2022年 - ） - 金曜担当[4]